# استان بحرالاحمر
فرمانداری دریای سرخ ( عربی: محافظة البحر الأحمر Muḥafaẓah al Baḥr al Aḥmar یکی از 27 استان (ایالت) مصر می باشد. مرز جنوبی آن که میان رود نیل و دریای سرخ در جنوب شرقی کشور واقع شده، قسمتی از مرز مصر با سودان می باشد. پایتخت و بزرگترین شهر آن، غورگادا است.

## تقسیمات شهرداری
این استان به قسمت های شهری تقسیم می‌شود که جمعیت آن در جولای 2017 برابر با 361480 نفر تخمین زده شده. در موضوعفرمانداری دریای سرخ، بعضی کاملاً شهری، بعضی کاملاً روستایی و بعضی هم ترکیبی از روستا و شهر هستند.
| نام انگلیسی | اسم بومی        | ترجمه عربی     | جمعیت (تخمین ژوئیه 2017 ) | تایپ کنید                 |
| ----------- | --------------- | -------------- | ------------------------- | ------------------------- |
| هورگادا 1   | قسم أول الغردقة | Al-Ghurdaqah 1 | 75,586                    | کیسم (کاملا شهری)         |
| هورگادا 2   | قسم ثان الغردقة | Al-Ghurdaqah 2 | 115,925                   | کیسم (کاملا شهری)         |
| القصیر      | قسم القصير      | Al-Quṣayr      | 48031                     | کیسم (بخش شهری و روستایی) |
| شالاتین     | قسم الشلاتين    | Ash-Shalātīn   | 12,484                    | کیسم (بخش شهری و روستایی) |
| حلیب        | قسم حلايب       | Ḥalāyib        | 7,930                     | کیسم (کاملا روستایی)      |
| مرصع علم    | قسم مرسى علم    | Marsā 'Alam    | 8573                      | کیسم (بخش شهری و روستایی) |
| راس قریب    | قسم رأس غارب    | Ras Ghārib     | 41718                     | کیسم (بخش شهری و روستایی) |
| صفاگا       | قسم سفاجا       | Safājā         | 51,233                    | کیسم (بخش شهری و روستایی) |

## جغرافیا
استان دریای سرخ ازقسمت شمال با استان سوئز ، از شرق با دریای سرخ و از قسمت غرب با استان‌های اسوان ، قنا ، سوهاگ ، اسیوط ، المنیه و بنی سوف همسایه می باشد. در جنوب با دولت دریای سرخ سودان هم مرز می باشد. این ناحیه شامل قلمرو مورد تقسیم شده یمثلث حلیب ، از قبیل جزایر سیال است .

## جمعیت
فرمانداری دریای سرخ در دهه های گذشته ناظرافزایش درصد زیادی جمعیت بوده است.

## مناطق صنعتی سنگین
بر اساس خبر سازمان حاکم بر سرمایه گذاری و منطقه های آزاد مصر (جی ای اف یی)، با وابسته به وزارت سرمایه گذاری و همکاری های بین المللی ، مناطق صنعتی زیر در این استان قرار دارند:
- برنز 1
- برنز 2
- الکی 1
- الکی 2

## اقتصاد
ساحل یک هدف گردشگری می باشد. از اول های دهه 1980، هورگادا یک هدف محبوب برای عاشقان ساحل و غواصان بوده است. گردشگری در شهرهای جنوبی القصیر ، صفاغا و مرصع علم نیز در حال بزرگ شدن است. افزون بر هتل ها و موسسه های توریستی بسیاری در مراکز واقع در البحر الاحمر 2 ذخایر رسمی طبیعی نیز واقع شده است برای گردشگری پیشرفت کنند. پارک ملی وادی الجمال (دره شترها) در هاماتا در حوالی شهر مرسی علم و پارک ملی گوه البا در مثلث مورد مناقشه حلیب در شمال شهر حلیب. افزون بر صنعت توریست قوی، یک صنعت بزرگ ماهیگیری دریایی نیز وجود دارد. این منطقه که در سراسر استان امتداد دارد، سرشار از مواد معدنی مانند فسفات است. منطقه راس قریب 70 درصد از تولید نفت مصر را مشمول می شود.